# Lézigné
Lézigné ist eine Ortschaft und eine ehemalige französische Gemeinde mit 776 Einwohnern (Stand: 1. Januar 2022) im Département Maine-et-Loire in der Region Pays de la Loire. Sie gehörte zum Arrondissement Angers und zum Kanton Angers-6.
Mit Wirkung vom 1. Januar 2019 wurden die früheren Gemeinden Huillé und Lézigné zur Commune nouvelle Huillé-Lézigné zusammengeschlossen und haben dort den Status einer Commune déléguée. Der Verwaltungssitz befindet sich im Ort Lésigné.

## Geografie
Lézigné liegt am linken Ufer des Loir, etwa 30 Kilometer nordöstlich von Angers und 70 Kilometer südwestlich von Le Mans.

## Persönlichkeiten
- Patrice Chéreau (1944–2013), Film-, Theater- und Opernregisseur, Drehbuchautor und Schauspieler

## Sehenswürdigkeiten
- Kirche Saint-Jean-Baptiste

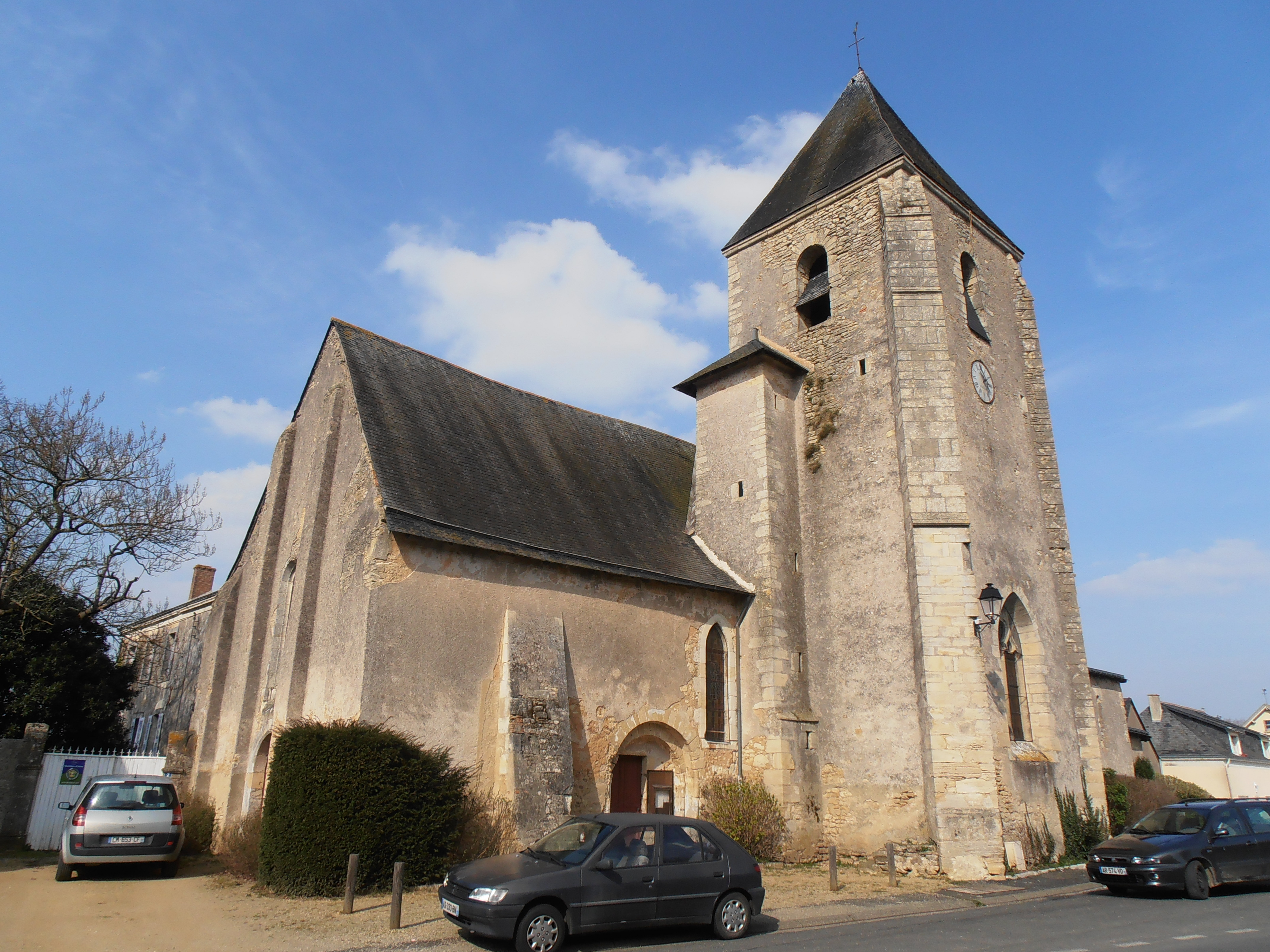
Kirche Saint-Jean-Baptiste

Siehe auch: Liste der Monuments historiques in Huillé-Lézigné